# Paulatuk
Paulatuk („Ort der Kohle“) ist eine Gemeinde in den kanadischen Nordwest-Territorien, nördlich des Polarkreises. Sie liegt in einer Höhe von 15 m an der Darnley Bay am Amundsen-Golf. Die Gemeinde liegt im Tuktut-Nogait-Nationalpark. Bei der Volkszählung im Jahr 2006 hatte der Ort 294 Einwohner, davon waren 265 Inuit. Gesprochen wird Englisch und Inuvialuktun.
Die Gemeinde kann nicht auf der Straße erreicht werden, es gibt jedoch einen Flughafen, der von Aklak Air aus Inuvik dreimal wöchentlich angeflogen wird. In der eisfreien Zeit wird der Ort durch Northern Transportation Company Limited von Hay River aus einmal mit dem Schiff angefahren.